# Teodoro Fernández
Teodoro Oswaldo Fernández Meyzán (* 20. Mai 1913 in San Vicente de Cañete; † 17. September 1996 in Lima) war ein peruanischer Fußballspieler.

## Kindheit und Jugend
Seine Kindheit verbrachte Lolo zusammen mit seiner Mutter Raymunda Meyzán und seinem Vater Tomás Fernández Cisneros. Er wurde für die Nationalmannschaft Perus nominiert und spielte als 17-Jähriger zum ersten Mal bei Universitario de Deportes.

## Nationalmannschaftskarriere
Lolo war Kapitän der Peruanischen Nationalmannschaft. Er nahm für Peru an der Campeonato Sudamericano 1935, 1937, 1939, 1941 und 1942 teil. In 32 Länderspielen für Peru schoss er 24 Tore, mit denen er bis zum 11. Juni 1978 Rekordtorschütze Perus war. Er wurde dann von Teófilo Cubillas übertroffen, der im WM-Spiel gegen den Iran seine Länderspieltore Nummer 24 bis 26 erzielte und bis dato mit diesen Rekordtorschütze Perus ist.